# Marcel Leineweber
Marcel Leineweber (* 7. Dezember 1912 in Petingen, Luxemburg; † 5. November 1969 in Niederkorn) war ein luxemburgischer Kunstturner.

## Biografie
Marcel Leineweber startete bei den Olympischen Sommerspielen 1936 in Berlin. Er nahm an allen Turnwettkämpfen teil. Sein bestes Einzelresultat gelang ihm mit dem 83. Rang im Sprung. Mit der luxemburgischen Delegation belegte er im Mannschaftsmehrkampf den 12. Platz.